# 7460 Julienicoles
7460 Julienicoles (tên chỉ định: 1984 JN) là một tiểu hành tinh vành đai chính. Nó được phát hiện bởi James B. Gibson ở Đài thiên văn Palomar ở Quận San Diego, California, ngày 9 tháng 5 năm 1984.